# SG Motor Gohlis-Nord
Die SG Motor Gohlis-Nord Leipzig e. V. (kurz: MoGoNo) ist ein Sportverein aus Leipzig. Seine Heimstätte ist das Sportgelände rund um das Stadion des Friedens im Norden des Stadtteils Gohlis. Mit über 2.500 Mitgliedern zählt der Verein zu den mitgliederstärksten in Leipzig und auch zu den 16 größten Vereinen Sachsens. Die Sportler sind in zwölf verschiedenen Abteilungen aktiv. Dazu gehören die Abteilungen Badminton, Bogensport, Fußball, Gesundheitssport, Gymnastik, Handball, Judo, Kindersport, Leichtathletik, Schwimmen, Taekwondo und Tischtennis. Die zahlenmäßig stärkste Abteilung ist die Abteilung Kindersport mit über 600 Mitgliedern. Als Breitensportverein finden Sportler jeden Alters ein breitgefächertes Angebot an Sportarten. In den Abteilungen Bogensport und Leichtathletik ist zudem gelungen, in den letzten Jahren wiederholt den Titel eines Deutschen Meisters zu erringen.

## Geschichte
Die Fußballabteilung steht in der Tradition des SC Wacker Leipzig und die Handballabteilung in der des TSV Gohlis. Diese wurden wie alle Sportvereine in der sowjetischen Besatzungszone 1945 aufgelöst. Stattdessen wurden im Rahmen der Neuorganisation des Sports in der DDR Betriebssportgemeinschaften gebildet, die jeweils zu einem Trägerbetrieb gehörten. In Leipzig-Gohlis war dies die Transportanlagenfabrik Bleichert, die 1954 in VEB Schwermaschinenbau Verlade- und Transportanlagen Leipzig (VTA) umbenannt wurde. Da der Trägerbetrieb zur Maschinenbaubranche gehörte, wurde die BSG der Sportvereinigung „Motor“ zugeordnet, worauf der bis heute verwendete Name zurückzuführen ist. In den 1980er-Jahren bot „MoGoNo“ 17 Sportarten an und gehörte mit 3.100 Mitgliedern zu den größten Sportgemeinschaften in der DDR.
Nach der Wende 1989/90 wandelte sich die BSG in einen eingetragenen Verein um. Ein potenzieller Mäzen, der 1960 von Leipzig nach München übersiedelt war, regte Anfang der 1990er-Jahre die Rückkehr zum Namen „Wacker“ an und machte dies zur Bedingung für seine Unterstützung. Während der Vorschlag in der Fußballabteilung auf Wohlwollen stieß, lehnten die Schwimmer und Handballer den Namenswechsel überwiegend ab. Somit gab es nicht die erforderliche Mehrheit für eine entsprechende Satzungsänderung und der Name „MoGoNo“ blieb erhalten.

## Abteilung Fußball

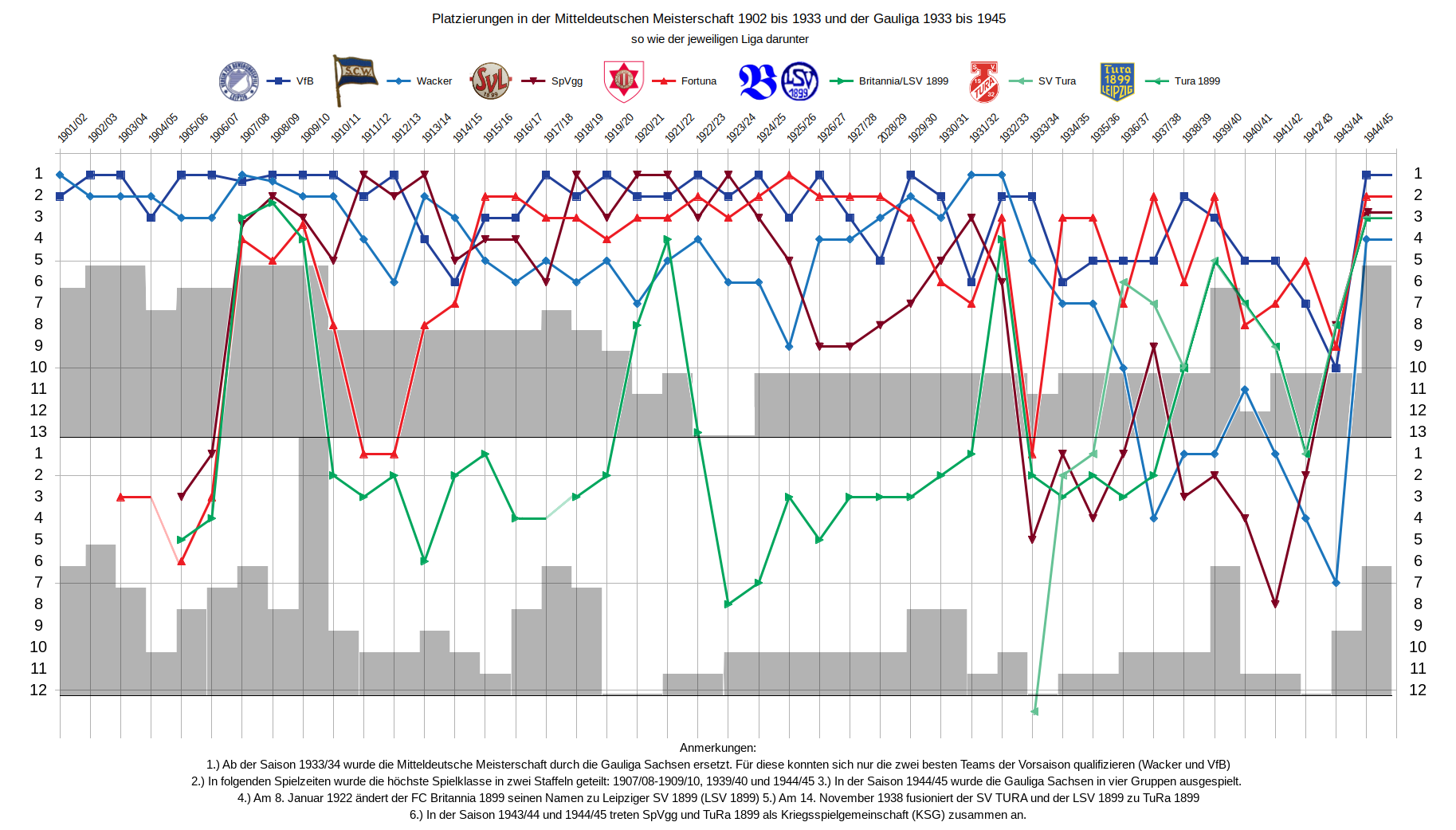
Diagramm mit Platzierungen von Wacker und anderen wichtigen Leipziger Clubs in der Mitteldeutschen Meisterschaft und der Gauliga Sachsen zwischen 1901 und 1945

Die SG Leipzig Gohlis-Nord war der direkte Nachfolger von Wacker Leipzig. Von 1945 bis 1947 durfte nur im Raum Leipzig, ab 1946/47 mit Vereinen des Landkreises, Meisterschaften ausgespielt werden. Die Sportgemeinschaft agierte in der Stadtliga Leipzig, welche zu diesem Zeitpunkt leistungsmäßig mit der Stadtliga Berlin gleichzusetzen war. Gohlis belegte die Plätze 2./2./1. in den Staffeln. Nach dem 1. Platz in der Spielserie 1947/48 vor der SG Leipzig–Leutzsch (Tura) wurde Gohlis nur Leipziger Vizemeister. Im Finale unterlag man Markranstädt mit 2:4 (0:3). Zur Teilnahme an den Sachsen- u. Ostzonenmeisterschaft wurde vorfristig im Mai 1948 eine Qualifikation der in den Staffeln führenden vorgezogen. Der spätere Meister Markranstädt wurde vor 5000 Zuschauern mit 1:0 n. V. bezwungen. Gohlis unterlag im sächsischen Viertelfinale gegen Meerane mit 0:1 vor 10.000 Zuschauern in Dresden. Die Platzierungen waren ein großer Erfolg nach den „Wackerzeiten“, da alle Leipziger Spitzenvereine teilnahmen. In der Saison 1948/49 wurde im Bezirk Leipzig in einer 26 Mannschaften umfassenden Liga (Mammutliga) in einfacher Runde um die Einstufung zu den neuen höheren Ligen (Oberliga, Landesliga) gekämpft. Mit dem 13. Platz war Gohlis weit davon entfernt. In den folgenden drei Spielzeiten agierte Gohlis mit wechselnden Vereinsnamen im Bezirk und der Stadt Leipzig.
Nach der Reorganisation des DDR-Sports in Betriebssportgemeinschaften und der Auflösung der Länder nahm ab 1952 die BSG Motor Gohlis-Nord Leipzig bis 1956 in der Bezirksklasse am Spielbetrieb teil, wo sie zuletzt den 1. Platz belegte. Nach dem Aufstieg in die Bezirksliga gelang als Neuling auf Platz 2 in der Saison 1957 gemeinsam mit Lok Ost (Fortuna Leipzig) und Motor Schkeuditz die Qualifikation für die II. DDR-Liga. Die BSG nahm 1960 bis 1962 am FDGB-Pokal teil, schied aber jeweils in der ersten Hauptrunde gegen Lok Stendal (1960) bzw. Chemie Kahla (1961) aus, 1962 sogar schon in der Vorrunde gegen Stahl Freital. Die dritthöchste Spielklasse der DDR hielten die Gohliser noch bis zu deren Auflösung im Jahr 1963, zuerst mit ausgezeichneten Platzierungen (8./3./2. Platz) und Aufstiegsambitionen zur I. DDR-Liga. Dann wurde der 12. und 1962/63 als Letzter der 14. Platz belegt. Auch in der Bezirksliga war der Abstieg mit dem 17. Platz nicht zu verhindern. In den nächsten Jahren spielte Gohlis in der Bezirksklasse Leipzig. 1971 gelang noch einmal der Aufstieg in die Bezirksliga Leipzig, seit 1966 dritthöchste Klasse im DDR-Fußball, man stieg aber sofort wieder ab. In der Folgezeit wurde selbst die Bezirksklasse immer öfter nicht gehalten und am lokalen Fußball der Stadt Leipzig teilgenommen.
So auch in der Zeit nach 1990: Zuletzt spielte die SG Motor Gohlis Nord 2005/06 in der Bezirksklasse, seither in der Stadtliga Leipzig. Ihre Heimspiele trägt MoGoNo im Stadion des Friedens aus.
Statistik
- Teilnahme II. DDR-Liga: 1958 bis 1963
- Teilnahme FDGB-Pokal: 1960, 1961, 1962

## Abteilung Handball
Bereits seit 1920 wird der Handballsport in Gohlis betrieben. Nur fünf Jahre später, konnte die deutsche Meisterschaft im Großfeldhandball, damals als TSV Gohlis, gewonnen werden. Nachdem sie 1954 die letzte Endrunde um die DDR-Meisterschaft der Männer erreicht hatte, gehörte die SG MoGoNo als Gründungsmitglied zwischen 1954 und 1963 neun Jahre bzw. acht Spielzeiten lang (die Saison 1957/58 wurde wegen der Handball-WM in der DDR nicht ausgetragen) der damals zweigeteilten DDR-Oberliga im Hallenhandball an und erreichte in der Saison 1958/59 als Staffelsieger das Endspiel um die DDR-Meisterschaft der Männer gegen den Lokalrivalen SC DHfK Leipzig, das jedoch mit 13:20 verloren ging. 1963 stieg die SG MoGoNo ab und pendelte in der Folgezeit zwischen zweit- und dritthöchster Spielklasse. Nach 1990 spielte man zumeist auf Landesebene. Im Sommer 2007 wechselte ein Großteil der Handballabteilung zum SC DHfK Leipzig, der daraufhin auch den Startplatz in der damaligen Oberliga Sachsen von der SG MoGoNo übernahm. Innerhalb kurzer Zeit baute der Verein jedoch wieder eine breite Handballabteilung mit vielen Nachwuchsmannschaften auf (aktuell 16) und hat derzeit bereits mehr als 430 Mitglieder (Stand: Mai 2025) vorzuweisen. Damit sind sie derzeit der zweitgrößte Handballverein Sachsens.

## Personen
- Klaus Bodinger (1932–1994), Schwimmer
- Robert Farken (* 1997), Leichtathlet
- Wolfram Gottfried (* 1931), Schwimmer
- Rudolf Hecker (* 1923), Fußballtrainer
- Anne Lobenstein (* 1995), Bobpilotin, war in ihrer Jugend als Leichtathletin bei MoGoNo aktiv
- Peter Nauert (1937–2018), Fußballer
- Wolfgang Niescher (1934–2010), Handballer
- Holger Pohland (* 1963), Leichtathlet
- Heinz Schoppe (* 1925), Fußballer
- Lothar Vetterke (1932–1998), Fußballer
- Gisela Schöbel-Graß (* 1926), Schwimmerin